# Smilax aristolochiifolia
Smilax aristolochiifolia ist eine Pflanzenart aus der Gattung der Stechwinden (Smilax) innerhalb der Familie der Stechwindengewächse (Smilacaceae). Sie gedeiht hauptsächlich in Zentralamerika und ist eine der Smilax-Arten aus deren Wurzeln „Sarsaparilla“ gewonnen wird. Allerdings wird Sarsaparilla auch von anderen Arten als von Smilax spp. gewonnen.

## Beschreibung
Smilax aristolochiifolia ist eine kletternde, kahle Schlingpflanze mit langen Stängeln und dünnen Rhizomen. Sie klettert mit Hilfe von Ranken die an den Blattstielen entspringen.
Die tieferliegenden Stängel sind abgestumpft quadratisch und mit großen, flachen, leicht gebogenen Stacheln von bis 13 mm Länge bewehrt. Die höher liegenden Stängel sind abgestumpft quadratisch oder fast zylindrisch. Sie sind blasser und glatt, spärlich bestachelt oder unbestachelt. Die Stängel können gestreift, glatt oder warzig sein.
Die einfachen, mehr oder weniger ledrigen Laubblätter sind wechselständig und gestielt. Die im unteren Bereich geflügelten (Blattscheide) Blattstiele werden bis zu 5 cm lang. Die ganzrandigen Hauptblätter sind eiförmig bis eilanzettlich und bis 28 cm lang und bis 14 cm breit sowie spitz oder bespitzt. Die Blattbasis ist mehr oder weniger herz- bis pfeilförmig oder seltener abgerundet bis gestutzt. Die Blätter sind kahl und 7–9aderig. Die handförmige Nervatur ist leicht erhaben. Die Blätter sind meist mit kräftigen, gelblichen Stacheln auf den Hauptadern bewehrt.
Die Pflanze ist zweihäusig getrenntgeschlechtig (diözisch). Die vielblütigen und langstieligen Dolden, mit schuppiger Hülle, erscheinen achselständig und einzeln oder seltener zu mehreren. Die eingeschlechtlichen, kleinen und kurz gestielten Blüten mit einfacher Blütenhülle sind sechsblättrig sowie grünlich-weiß. Bei den weiblichen Blüten kommen einige Staminodien und ein oberständiger Fruchtknoten mit drei fast sitzenden Narben vor. Die männlichen Blüten besitzen 6 kurze Staubblätter.
Die kleinen, rundlichen Beeren werden rot und 5–8 mm groß, selten können sie auch eine Größe von 10–15 mm erreichen.

## Synonyme
Synonyme für Smilax aristolochiaefolia sind Smilax medica Schltdl. & Cham., Smilax medica var. bracteata A.DC., Smilax ornata Lem. und Smilax kerberi F.W.Apt.
Lokale Bezeichnungen für die Pflanze sind „Cocomeca“ und in Britisch-Honduras Escoca. Der Name „Escoca“ wurde schon von den Mayas verwendet.
In Michoacán in Mexiko wird die Pflanze als Cabrestillo und Zarza Parra bezeichnet. In weiteren Landesteilen Mexikos kommen Lokalnamen wie beispielsweise „Hundezahn“ (Diente de perro), „Tlacoache-Zahn“ (Diente de tlacoache), Zarza (Brombeere), und Sarsaparilla vor.
Zarcilla wird die Pflanze in Veracruz genannt und in Huastekisch wird sie als „T’ocnal Ts’aah“ bezeichnet.

## Vorkommen
Das ursprüngliche Verbreitungsgebiet der Pflanze liegt im Departamento Alta Verapaz in Guatemala sowie im südlichen Mexiko und Belize bis nach Honduras, El Salvador. Die Pflanze kommt vor allem in mesophilen Bergwäldern und tropischen Laubwäldern auf einer Höhe von 300–1400 Meter vor.
Smilax aristolochiifolia wächst auf  sandigen Böden und kommt daher in den Gebieten rund um Tamaulipas, Veracruz, Jalisco und Oaxaca vor. Die Pflanze wächst im Gebiet rund um Álamo Temapache im Bundesstaat Veracruz in Mexiko in Gemeinschaft mit Pflanzen der Art Bomarea salsilla. Man findet sie zum Teil nahe am Wasser und sogar als Wasserpflanze vor. In den Laubwäldern rund um Álamo ersetzen sie den Primärwald als Nachfolgepflanzen von Rodungsvorgängen. Standorte der Schlingpflanze sind wissenschaftlichen Untersuchungsteams in den mesophilen Bergwäldern von Eloxochitlán und Tlahuelompa bekannt.
Die Pflanze wurde in Costa Rica eingeschleppt und kann dort in sehr feuchten und pluvialen Wäldern sowie in Sekundärwäldern auf Höhen von 1100 bis 1300 m aufgefunden werden. Heute ist Smilax aristolochiifolia in ganz Mittelamerika verbreitet.

## Verwendung
Die Blüten werden zu Forschungszwecken von März bis September und die Früchte von Juni bis April gesammelt. Die Rhizome sind essbar und die Stängel werden zur Herstellung von Körben verwendet. Die Pflanze ist derzeit nicht in die rote Liste gefährdeter Arten eingetragen. Ursprünglich wurde Smilax aristolochiifolia für medizinische Sarsaparilla auf kommerzieller Ebene angebaut.
Die Pflanze wird als wichtige Quelle für den kommerziellen Sarsaparilla-Anbau genutzt.
Ihre Verwendung ist äquivalent zu der Honduras-Stechwinde und Smilax febrifuga.